# Санторині (вулкан)
Санторині (також Санторин, від грец. Σαντορίνη) — активний щитовий вулкан на острові Тіра, інша назва Фера, в Егейському морі, виверження якого (Мінойське виверження) призвело до загибелі егейських міст і поселень на островах Крит, Тіра і узбережжі Середземного моря. Виверження датується 1610 —1500 до н. е. за різними оцінками. За потужністю виверження мало 7 балів, що можна порівняти з виверженням Тамбора і в 3 рази сильніше виверження Кракатау. Виверження знищило мінойську цивілізацію Криту і викликало гігантське цунамі висотою приблизно 100 м. Хмара попелу простягалося на 200—1000 км.

## Географія

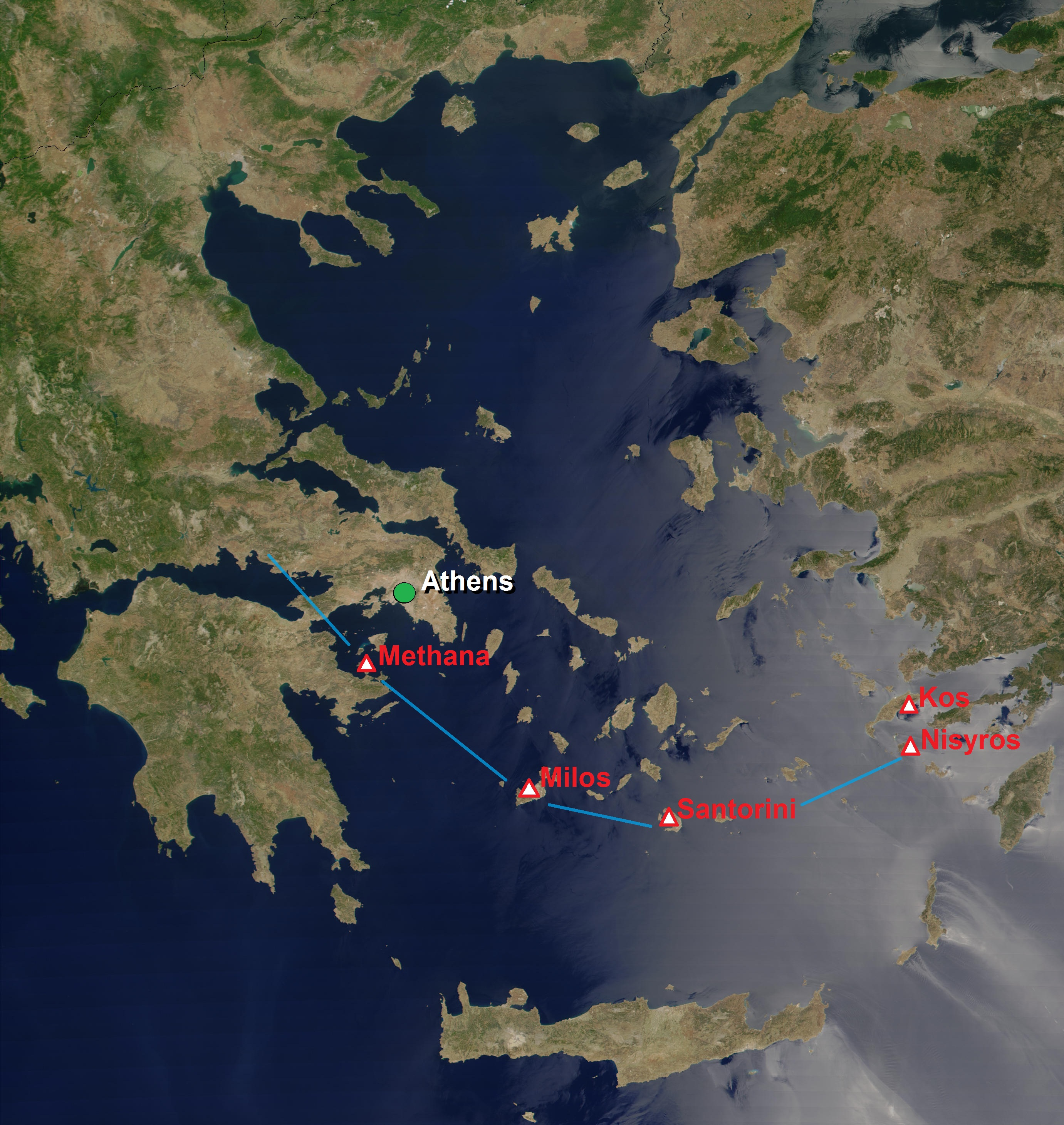
До Південно-Егейської вулканічної дуги входять вулкани Метана, Мілос, Санторині і Нисирос.

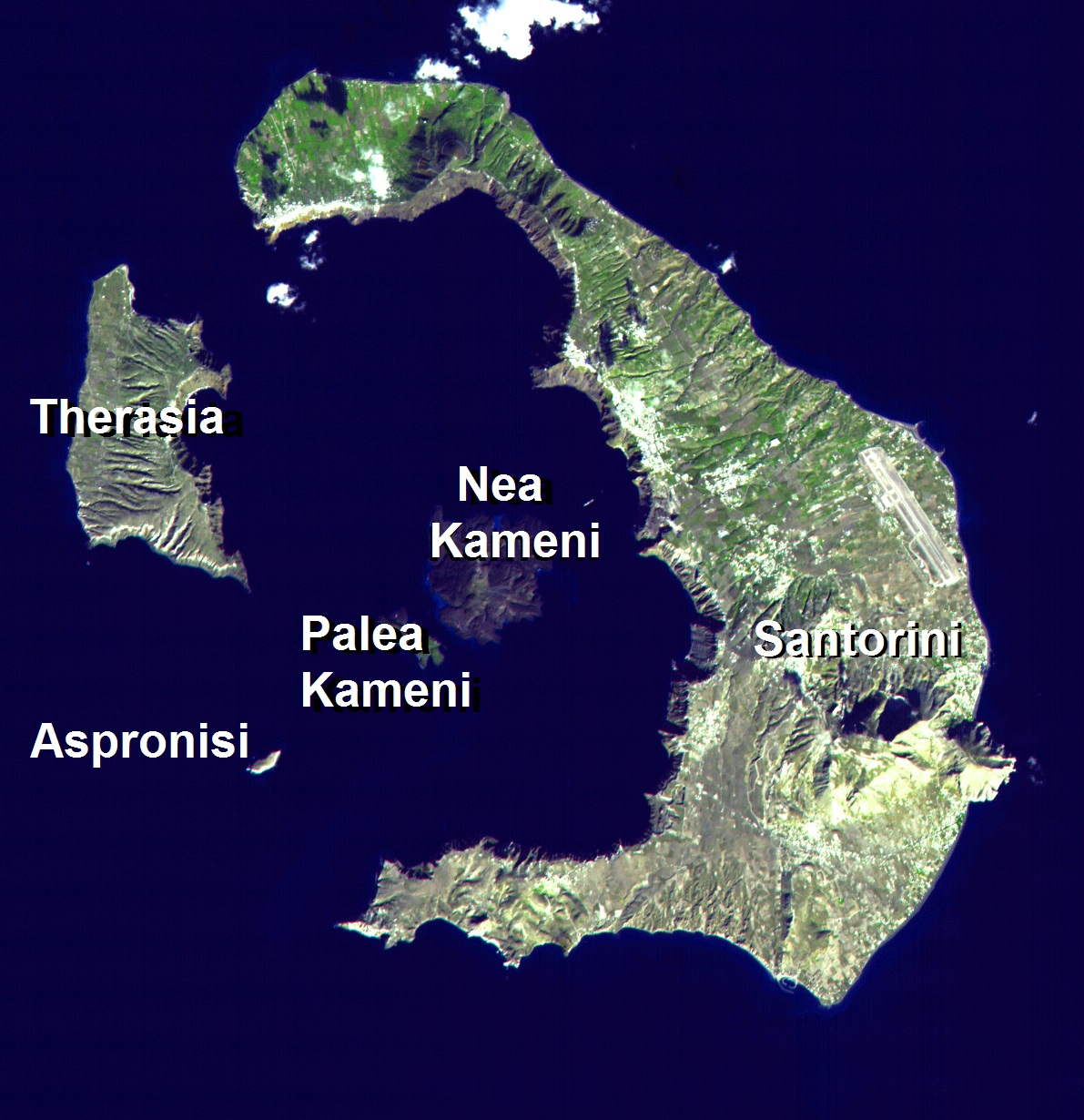
Кальдера Санторині

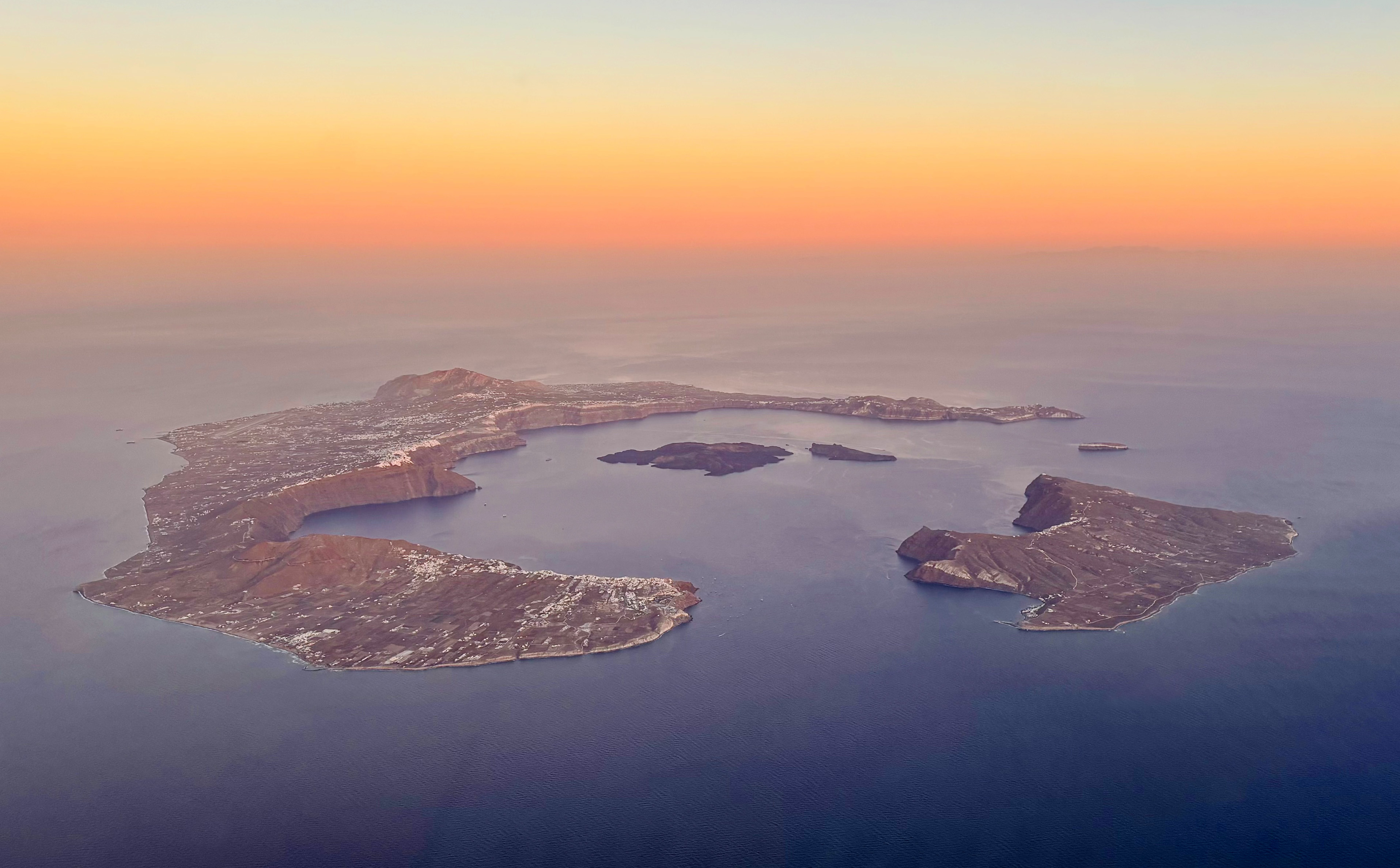
Фотографія кальдери Санторині з повітря

Наразі є головним чином зануреною кальдерою, розташованою в південній частині Егейського моря, за 120 кілометрів на північ від Криту в Греції. Видима над водою група островів має вигляді кільця в Егейському морі. Входить в архіпелаг Кіклади. Головний острів — Тера (інакше — Тіра, Фера, Фіра), також називається по імені всієї групи островів — Санторині (Санторин) (75,8 км²). Також в групу входять острови: Тірасія (9,3 км²), Палеа-Камені (0,5 км²), Неа-Камені (3,4 км²) і Аспронісі (0,1 км²).
Кальдера має розмір близько 12×7 км, з 300 м у висоту і оточена крутими скелями з трьох сторін.

## Геологія
Вулканічний комплекс Санторині є найактивнішою частиною Південно-Егейської вулканічної дуги, яка містить вулкани Метана, Мілош, Санторині і Нисирос і є похідним від субдукції Африканської тектонічної плити під Егейську плиту зі швидкістю до 5 см/рік в північно-східному напрямку. Через субдукцію відбуваються землетруси на глибинах 150—170 км.

## Вулканологія
Кальдера складається з чотирьох частково кальдер, які частково перекриваються, з яких найстаріша, південна кальдера, утворилося близько 180 000 років до н. е.. Наступну кальдеру Скарос було створено близько 70 000 років тому, а кальдера мису Ріва близько 19 000 років до н. е. Сучасна кальдера утворилася близько 1600 років до н. е. під час мінойського виверження.
Пале-Камені і Неа-Камені були утворені в результаті декількох підводних вивержень в центрі кальдери.